# Маяк Кихну
Ки́хнуский мая́к (эст. Kihnu tuletorn) — маяк на южной оконечности острова Кихну мысе Питкяна.

## История
Впервые о строительстве маяка на острове Кихну заговорили царское морское министерство России и торговцы в Риге и Пярну в 1833 году, поскольку была необходимость обозначить фарватер пролива Хари Кургу и пролива Виртсу в Вяйнамери. Этого требовали пристани Вийрелайд, Виртсу и Кихну. Однако из-за нехватки средств строительство было отменено. Проблема сохранялась до тех пор, пока развитие технологий не достигло достаточного уровня, чтобы сократить расходы на постройку. По заказу морского министерства на заводе Porter & Co в Англии были изготовлены, заказаны и смонтированы чугунные компоненты маяка. Это был более быстрый и дешёвый метод, чем возведение каменного маяка. Так, в 1863 году три чугунных маяка Вормси, Виртсу и Кихну были одновременно заказаны из-за границы: последние два имели одинаковый дизайн, единственным отличием был цвет — маяк Кихну был белым, а маяк Виртсу — красным. Маяк был привезён сюда в 1864 году в разобранном виде и заново смонтирован на месте: он представляет собой сооружение конической формы, с помещением для фонаря и балконом. Высота света над уровнем моря — 29 метров. Маяк Кихну начал работать в 1865 году, дальность света — 11 миль. Поскольку изначально для освещения использовался керосин, в 1882 году вокруг был построен керосиновый забор. В 1898 году на маяк провели телефонный кабель. С 1996 года работа маяка полностью автоматизированна.
На сегодняшний день сохранился только Кихну, маяк Виртсу был разрушен в 1917 году.

## Маяк в наши дни
В 2003 году маяк был включён в наследие ЮНЕСКО, но к тому моменту он уже несколько лет был закрыт для посетителей из-за аварийного состояния башни. В 2018 году тендер на реконструкцию маяка Кихну выиграли компании GT Corporation и Scruuv OÜ. Общая смета строительства составляет 648 260 евро. В 2019 году реставрация была закончена и маяк вновь открыт для посещений.